# Дэвидсон, Джон, 1-й виконт Дэвидсон
Джон Колин Кэмпбелл Дэвидсон, 1-й виконт Дэвидсон (англ. John Colin Campbell Davidson, 1st Viscount Davidson; 23 февраля 1889 — 11 декабря 1970) — британский государственный деятель, член консервативной партии.

## Происхождение и образование
Родился 23 февраля 1889 года в Абердине (Шотландия). Единственный сын сэра Джеймса Маккензи Дэвидсона (1856—1919), врача и пионера рентгеновских лучей, и Джорджины Барбары Уотт Хендерсон (? — 1927), дочери преподобного Уильяма Хендерсона. Его дед Джон Дэвидсон (1808—1893) накопил большое состояние в Аргентине, половину которого Дэвидсон унаследовал. Он получил образование в Вестминстерской школе и в Пембрук-колледже в Кембридже, и был принят в адвокатуру в Миддл-Темпле в 1913 году.

## Карьера на государственной службе (1910—1920)
После обучения в Пембрук-колледже Джон Дэвидсон поступил на службу в Колониальное управление, где стал неоплачиваемым личным секретарем лорда Кру, государственного секретаря по делам колоний. Он продолжил работать на этой должности, когда Льюис Харкорт сменил Кру на посту министра по делам колоний в конце 1910 года. Дэвидсон стремился принять участие в Первой мировой войне, но Харкорт считал его настолько ценным, что сумел убедить его остаться в Колониальном управлении. В 1915 году Бонар Лоу сменил Харкорта на посту главы Колониального управления, и ему настоятельно рекомендовали оставить Дэвидсона в качестве личного секретаря. Они стали близкими друзьями, и Лоу стал полагаться на Дэвидсона так же сильно, как и Харкорт.
В декабре 1916 года Бонар Лоу был назначен канцлером казначейства и лидером Палаты общин и настоял на том, чтобы Джон Дэвидсон был его личным секретарем. Дэвидсон сумел убедить Бонара Лоу нанять Стэнли Болдуина в качестве своего личного парламентского секретаря, что имело далеко идущие последствия для самого Дэвидсона и для истории страны. До этого Болдуин был малоизвестным депутатом на задней скамье, но его назначение в качестве члена парламентской палаты Бонара Лоу стало его первым шагом на карьерной лестнице. Дэвидсон и Болдуин завязали тесную дружбу, которая продолжалась до смерти Болдуина в 1947 году. В 1919 году он был назначен кавалером ордена Бани.

## Политическая карьера (1920—1937)
Джон Дэвидсон был избран в Палату общин от Хемела Хемпстеда на дополнительных выборах 1920 года и стал личным парламентским секретарем Бонара Лоу, тогдашнего лорда-хранителя малой печати и лидера Палаты общин. Последний ушел в отставку по состоянию здоровья в мае 1921 года, когда Дэвидсон стал личным представителем Стэнли Болдуина, который к тому времени стал президентом Совета по торговле. В следующем году он призвал Бонара Лоу вернуться и принять руководство Консервативной партии, если партия проголосует против продолжения коалиционного правительства во главе с Дэвидом Ллойд Джорджем. Несмотря на пожелания руководства партии, большинство депутатов проголосовали против продолжения коалиции на заседании Карлтонского клуба в октябре 1922 года. Остин Чемберлен ушел с поста лидера партии, и его сменил Бонар Лоу. Вскоре после этого Бонару Лоу было предложено сформировать правительство, и он снова назначил Дэвидсона своим личным парламентским секретарем и неофициальным неоплачиваемым личным секретарем.
Бонар Лоу ушел в отставку в мае 1923 года после того, как его здоровье ухудшилось. Джон Дэвидсон был назначен членом Ордена кавалеров почета в кратком списке почестей при отставке, который был выпущен в том же месяце. Стэнли Болдуин был выбран преемником Бонара Лоу на посту премьер-министра вопреки претензиям лорда Керзона. В своей биографии Дэвидсона в "Национальном биографическом словаре "Роберт Блейк пишет, что роль Дэвидсона в назначении Болдуина остается загадкой. Лорд Стэмфордем, личный секретарь Георга V, выслушал Дэвидсона о пожеланиях Бонара Лоу относительно его преемника. Бонар Лоу, теперь тяжело больной, попросил не вмешиваться, но было очевидно, что он благоволил Болдуину, хотя и не мог игнорировать претензии партийного вельможи Керзона. В 1954 году в Королевских архивах был найден меморандум, который, очевидно, был продиктован Дэвидсоном и в котором четко доказывались претензии Болдуина против Керзона. Записка была передана Стэмфордему сэром Рональдом Уотерхаусом, другим секретарем Бонара Лоу, одновременно с его официальной отставкой с поста премьер-министра.
После назначения Болдуина премьер-министром Джон Дэвидсон вошел в правительство в качестве канцлера герцогства Ланкастерского и фактически продолжил работу в качестве личного секретаря премьер-министра. Однако он потерял свое место в парламенте на парламентских выборах в декабре 1923 года, но вернул его уже на парламентских выборах в октябре 1924 года. Болдуин снова сформировал администрацию после краткого первого в истории лейбористского правительства 1924 года и назначил Дэвидсона парламентским и финансовым секретарем Адмиралтейства. На этом посту он был вынужден иметь дело с сокращениями военно-морских расходов, предложенными канцлером казначейства Уинстоном Черчиллем, особенно в отношении строительства новых крейсеров. Он занимал должность заместителя главного гражданского комиссара во время всеобщей забастовки 1926 года, отвечая за рекламу. Он также управлял недолго просуществовавшей British Gazette во время забастовки и организовывал трансляцию официальных бюллетеней.
В 1926 году Дэвидсон покинул правительство, чтобы занять пост председателя Консервативной партии, которым он оставался до 1930 года. Его главным образом обвиняли в сборе средств для партии и очистке системы почестей, которая приобрела дурную славу после неформальной системы «деньги за почести», инициированной Ллойд Джорджем в 1918 году. Он также был движущей силой создания Эшриджа в память о Бонаре Лоу. В 1928 году он был приведен к присяге в Тайном совете. По словам Блейка, Дэвидсон «оставил неизгладимый след в организации партии, включая создание Исследовательского отдела, и многие изменения, приписываемые его преемнику Невиллу Чемберлену, на самом деле были его». Однако Дэвидсон подвергся критике после поражения на парламентских выборах 1929 года и ушел в отставку в 1930 году.
В ноябре 1931 года Джон Дэвидсон был снова назначен канцлером герцогства Ланкастер в правительстве Рамсея Макдональда. Он был председателем комитета по расследованию индийских штатов и отправился в Индию в 1932 году и был сделан членом объединенного избранного комитета, чьи предложения привели к принятию Закона об управлении Индией 1935 года. Он пригласил Иоахима фон Риббентропа впервые встретиться со Стэнли Болдуином в Вестминстере, чтобы обсудить идеи Гитлера о равенстве в вооружениях. Он оставался канцлером герцогства Ланкастер, когда Болдуин стал премьер-министром в третий раз в 1935 году, хотя он никогда не был членом кабинета министров. В последнем году он также был произведен в рыцари Большого креста Королевского Викторианского ордена. Он вышел из правительства и Палаты общин после того, как Невилл Чемберлен стал премьер-министром в мае 1937 года. В следующем июне он был возведен в звание пэра как виконт Дэвидсон из Литл-Гаддесдена в графстве Хартфордшир. Его преемницей на посту депутата стала его жена Фрэнсис, виконтесса Дэвидсон.

## Дальнейшая карьера (1937—1970)
Несмотря на то, что на момент получения звания пэра ему было всего 48 лет, Джон Дэвидсон больше не принимал активного участия в политической жизни. Он продолжал заниматься Эшриджем и его деловыми делами. Во время Второй мировой войны он служил в Министерстве информации с 1940 по 1941 год и совершил официальный тур по Южной Америке в 1942 году. За этим последовало основание им в 1943 году Каннинг-хауса, важного центра латиноамериканской культуры и образования.

## Семья

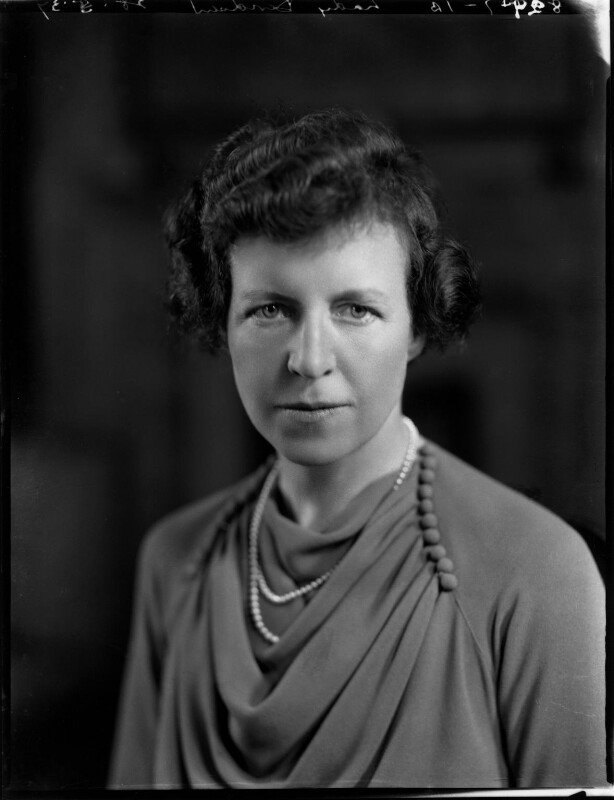
Фрэнсис Дэвидсон, виконтесса Дэвидсон (1894—1985)

10 апреля 1919 года лорд Дэвидсон женился на Фрэнсис Джоан «Мими» Дикинсон (29 мая 1894 — 25 ноября 1985), дочери сэра Уиллоуби Дикинсона, 1-го барона Дикинсона и Минни Элизабет Гордон Камминг Мид. У супругов было двое сыновей и две дочери:
- Достопочтенная Маргарет Джоан Дэвидсон (24 июня 1922 — 11 мая 2008), в 1943 году она вышла замуж за преподобного Бенджамина Джорджа Бертона Фокса, от брака с которым у неё было пять детей.
- Достопочтенная Джин Элизабет Дэвидсон (19 июня 1924 — 15 августа 2020), в 1952 году она вышла замуж за достопочтенного Чарльза Ричарда Стратта, от брака с которым у неё было трое детей.
- Джон Эндрю Дэвидсон, 2-й виконт Дэвидсон (22 декабря 1928 — 22 июля 2012), старший сын и преемник отца.
- Малкольм Уильям Маккензи Дэвидсон, 3-й виконт Дэвидсон (28 августа 1934 — 27 сентября 2019).

Лорд Дэвидсон умер в Лондоне в декабре 1970 года в возрасте 81 года, и ему наследовал его старший сын Эндрю, 2-й виконт Дэвидсон, который также стал министром правительства консерваторов.